# Ейдельман Самуїл Давидович
Самуїл Давидович Ейдельман (1 вересня 1920, Проскурів — 8 червня 2005, Київ) — український математик, доктор фізико-математичних наук, професор.

## Біографія
Народився 1 вересня 1920 року у місті Проскурові (тепер Хмельницький) в сім'ї виконавця будівельних робіт Давида Альтеровича та домогосподарки Хаї Йосипівни Ейдельманів. З 1928 року навчався у Проскурівській середній школі № 12, яку закінчив у 1938 році і того ж року вступив без іспитів на фізико-математичний факультет Київського університету. Навчання на третьму курсі перервала німецько-радянська війна.
З 1946 року навчався у Чернівецькому університеті, який закінчив у 1948 році і працював у ньому до 1963 року. У 1953 році захистив кандидатську дисертацію на тему «Оценки решений параболических систем и некоторые их приложения» (Львівський університет; офіційні опоненти О. С. Кованько і Я. Б. Лопатинський), а у 1959 році — докторську на тему «Исследование по теории параболических систем» (Московський університет; офіційні опоненти С. Г. Крейн, Є. М. Ландіс і Г. Є. Шилов). Професор з 1962 року.  У 1960–1963 роках завідував кафедрою диференціальних рівнянь.
У 1963–1968 роках працював у Воронезькому університеті, з 1968 року у Києві. До 1993 року був професором Київського вищого інженерного радіотехнічного училища, у 1993–2005 роках — професором Міжнародного Соломонового університету, одночасно у 1997–2005 роках провідним науковим співробітником Інституту математики НАН України.

Могила Самуїла Ейдельмана

Помер в Києві 8 червня 2005 року. Похований на старій частині Байкового кладовища.

## Наукова діяльність
Основні праці стосуються теорії диференціальних рівнянь у частинних похідних. Зокрема, його праці зіграли визначальну роль у розвитку теорії параболічних рівнянь і систем. Створив значну наукову школу. Автор трьох монографій і понад 270 наукових праць, серед яких:
- С. Д. Эйдельман. Параболические системы. «Наука», Москва, 1964 (English translation, North-Holland, Amsterdam, 1969);
- S. D. Eidelman and N. V. Zhitarashu. Parabolic Boundary Value Problems. Birkhäuser, Basel, 1998;
- S. D. Eidelman, S. D. Ivasyshen and A. N. Kochubei. Analytic Methods in the Theory of Differential and Pseudo-Differential Equations of Parabolic Type. Birkhäuser, Basel, 2004;
- В. А. Кондратьев и С. Д. Эйдельман. Положительные решения линейных уравнений с частными производными. Тр. Моск. мат. о-ва, 31 (1974), 85-146;
- Ф. О. Порпер и С. Д. Эйдельман. Двусторонние оценки фундаментальных решений параболических уравнений второго порядка и некоторые их приложения. Успехи мат. наук, 39, № 3 (1984), 107–156.